# Borgomanero
De stad Borgomanero is gelegen in de Noord-Italiaanse regio Piëmont, in de provincie Novara.
Borgomanero ligt in een heuvelachtig gebied tussen de rivieren Sesia en Ticino, ten zuiden van het Ortameer. De stad is in het begin van de 12de eeuw ontstaan onder de naam Borgo San Leonardo. Giacomo Mainerio, in de jaren 1193-1194 podestà in Novara, liet de plaats van vestingwerken voorzien. De stad werd herbouwd volgens het Romeinse stratenplan. Uiteindelijk is Borgomanero naar deze persoon vernoemd.
Dwars door het centrum stroomt het riviertje de Agnogna dat ten zuiden van Mortara in de Po uitstroomt. Het 18de-eeuwse Mariabeeld op het Piazza dei Martiri is het symbool van de stad. Aan hetzelfde plein staat ook de kerk San Bartolomeo. Het oudste bouwwerk van de stad is het kerkje San Leonardo uit begin twaalfde eeuw.

## Foto's

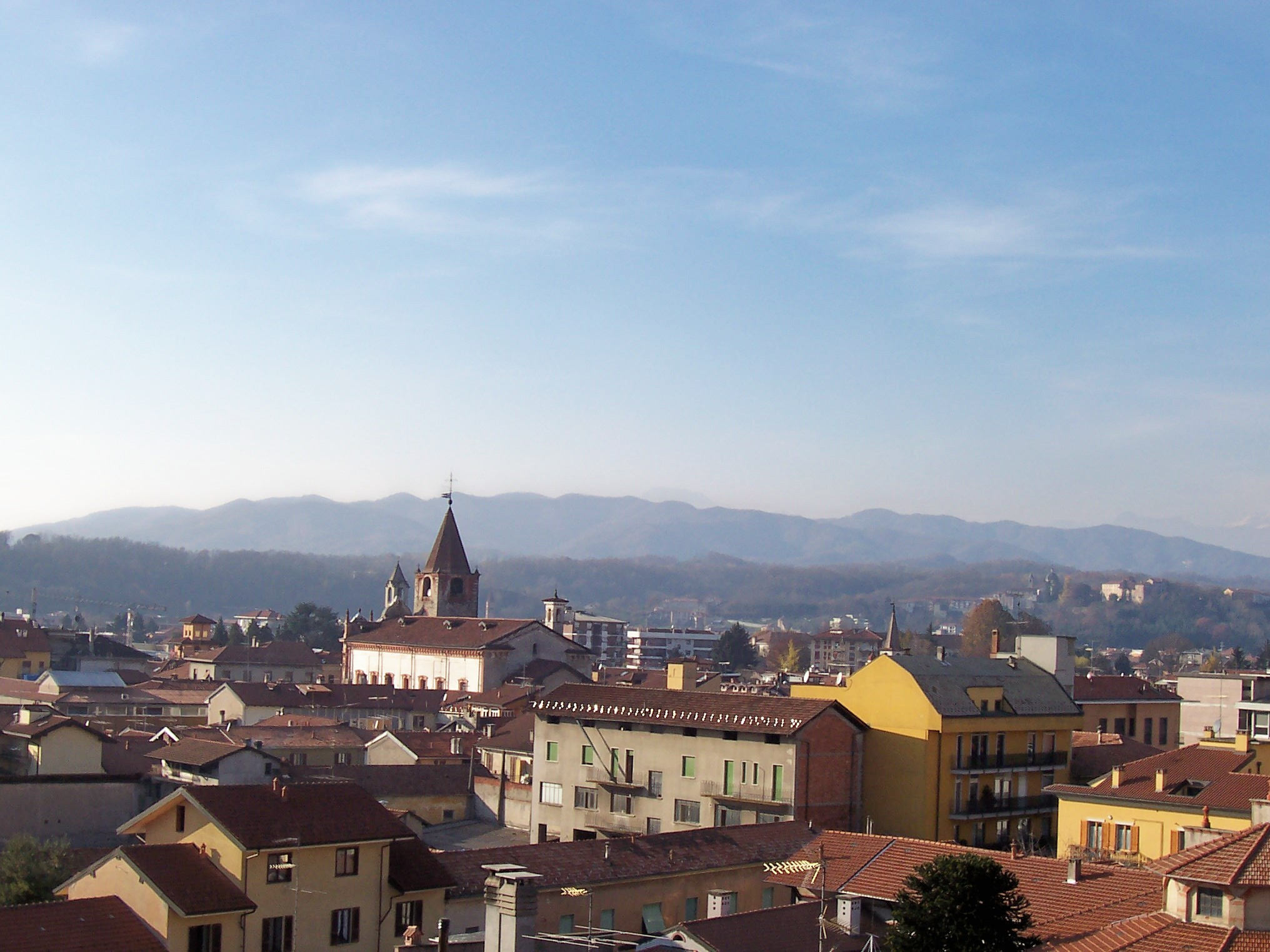
Zicht over de stad
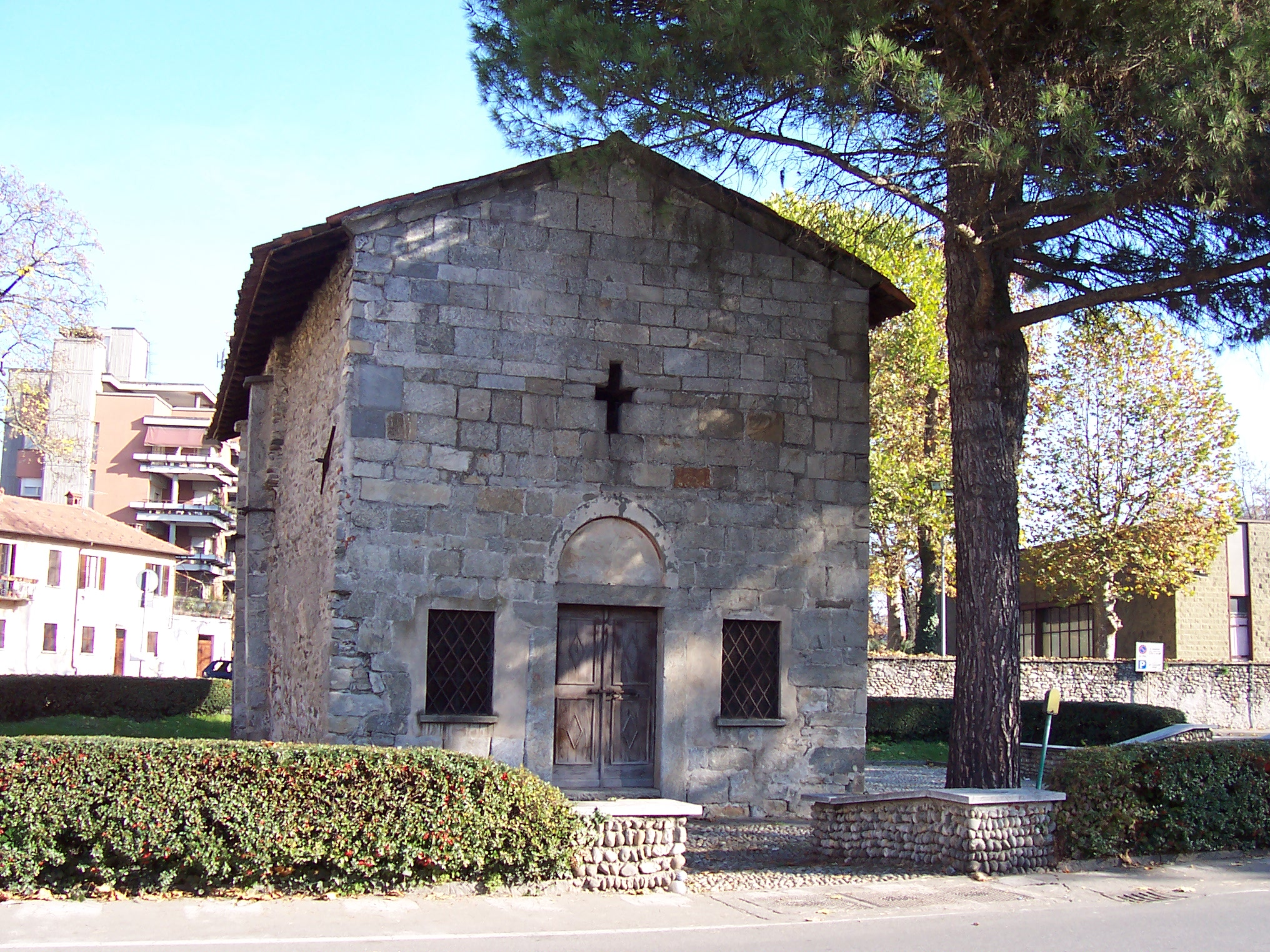
Kerk "San Leonardo"

## Stedenbanden
- Digne-les-Bains, Frankrijk
- Bad Mergentheim, Duitsland

## Geboren
- Pasquale Fornara (1925), wielrenner
- Alessandro Tadini (1971), golfer
- Alessandro Covi (1998), wielrenner
- Michael Kayode (2004), voetballer